# Verwaltungsgemeinschaft Obing
Die Verwaltungsgemeinschaft Obing liegt im oberbayerischen Landkreis Traunstein und wird aus folgenden Gemeinden gebildet:
1. Kienberg, 1406 Einwohner, 22,83 km²
2. Obing, 4560 Einwohner, 43,75 km²
3. Pittenhart, 1934 Einwohner, 27,91 km²

Sitz der Verwaltungsgemeinschaft ist Obing.
Die Gemeinde Seeon wurde zum 1. Januar 1980 aus der Verwaltungsgemeinschaft entlassen. Zum gleichen Zeitpunkt wurde aus den Gemeinden Seeon, Seebruck und Truchtlaching (letztere gehörten bis 31. Dezember 1979 zur Verwaltungsgemeinschaft Chieming) die Einheitsgemeinde (mit eigener Verwaltung) Seeon-Seebruck gebildet.